# 요아힘 라프
요아힘 라프(독일어: Joseph Joachim Raff, 1822년 5월 27일 ~ 1882년 6월 24일 혹은 25일)는 스위스의 라헨에서 태어났으며, 주로 독일과 스위스에서 활동한 작곡가, 피아니스트, 바이올리니스트, 지휘자였다.
작곡이론, 화성법, 관현악법은 물론, 피아노, 바이올린, 지휘법 등도 대부분 독학으로 달성하였고, 이후 프란츠 리스트의 조수로 있으며 그의 관현악법을 보완해주었다. 작풍은 대체로 목가적이고 평화로우며, 자연을 노래한 표제음악적인 작품이 많다. 요하네스 브람스에 앞서 고전주의적 형식미와 낭만주의 진행을 결합하였다. 대표적인 제자로 리하르트 슈트라우스, 맥도웰 등이 있다. 베토벤 이후 모든 낭만 음악가들 중 가장 많은 개수의 교향곡을 남겼다.(11곡, 미완성곡, 유실작 포함 13곡)
멘델스존과 리스트, 슈만에게서 영향을 받은 악풍을 띠고 있다. 대체로 표제음악과 절대음악을 오가는 절충주의적인 성향을 가지며, 음악사조 측면에서도 초기낭만의 경향과 후기낭만의 경향 사이에 있다. 그의 악풍은 이후 차이코프스키, 브루흐 등에게 영향을 미쳤다. 관현악곡에서는 특히 목관과 호른 파트의 서정성이 두드러지며 현악기 역시 중요한 역할을 담당하나 금관악기와 타악기의 사용은 적은 편이다. 생전에는 바그너, 브람스와 함께 독일권 음악의 최고봉이었지만 20세기 중엽부터 급격히 잊혀져 오늘날에 이른다.

## 주요 작품
- 《교향곡 1번 '아버지의 땅으로' D장조》
- 《교향곡 2번 C장조》
- 《교향곡 3번 '숲속에서' F장조》
- 《교향곡 4번 g단조》
- 《교향곡 5번 'Leonore' E장조》
- 《교향곡 7번 '알프스' B-flat장조》
- 《교향곡 8번 '봄의 소리' A장조》
- 《교향곡 9번 '여름 속에서' e단조》
- 《교향곡 10번 '가을 시간에' f단조》
- 《교향곡 11번 '겨울' a단조(미완성)》
- 《축전 서곡》
- 《바이올린 소나타 1번 e단조》
- 《바이올린 소나타 2번 A장조》
- 《바이올린 소나타 3번 D장조》
- 《바이올린 소나타 4번 g단조 '반음계적'》
- 《오페라 '코볼트 부인'》
- 《오페라 '알프레드 왕'》
- 《네 손을 위한 왈츠-유모레스크》
- 《발라드 Op.74-1》
- 《즉흥적 왈츠 Op.94》
- 《세레나데》
- 《피아노와 오케스트라를 위한 '봄의 서정시'》
- 《피아노 협주곡 c단조》
- 《바이올린 협주곡 1번 b단조》
- 《첼로 협주곡 1번 d단조》
- 《첼로 협주곡 2번 G장조》
- 《현악 4중주 1번 d단조》
- 《현악 4중주 2번 A장조》
- 《현악 4중주 7번 D장조 '아름다운 물방앗간의 아가씨'》
- 《피아노 3중주 1번 c단조》
- 《피아노 3중주 2번 G장조》
- 《피아노 3중주 3번 a단조》
- 《피아노 3중주 4번 D장조》
- 《피아노 5중주 a단조》
- 《바이올린을 위한 6개의 소품 중 3곡 '카바티나' D장조》
- 《호른과 피아노를 위한 2개의 로망스》